# Episodi di The Twilight Zone (serie televisiva 2002)

Remake dello storico episodio "È bello quel che piace".

La prima e unica stagione della serie televisiva The Twilight Zone è stata trasmessa in prima visione assoluta negli Stati Uniti d'America su UPN dal 18 settembre 2002 al 21 maggio 2003 con un doppio episodio settimanale, mentre in Italia è inedita.
| nº | Titolo originale                      | Titolo italiano | Prima TV USA      | Prima TV Italia |
| -- | ------------------------------------- | --------------- | ----------------- | --------------- |
| 1  | Evergreen                             |                 | 18 settembre 2002 |                 |
| 2  | One Night at Mercy                    |                 | 18 settembre 2002 |                 |
| 3  | Shades of Guilt                       |                 | 25 settembre 2002 |                 |
| 4  | Dream Lover                           |                 | 25 settembre 2002 |                 |
| 5  | Cradle of Darkness                    |                 | 2 ottobre 2002    |                 |
| 6  | Night Route                           |                 | 2 ottobre 2002    |                 |
| 7  | Time Lapse                            |                 | 9 ottobre 2002    |                 |
| 8  | Dead Man's Eyes                       |                 | 9 ottobre 2002    |                 |
| 9  | The Pool Guy                          |                 | 16 ottobre 2002   |                 |
| 10 | Azoth the Avenger is a Friend of Mine |                 | 16 ottobre 2002   |                 |
| 11 | The Lineman (Part 1)                  |                 | 23 ottobre 2002   |                 |
| 12 | The Lineman (Part 2)                  |                 | 23 ottobre 2002   |                 |
| 13 | Harsh Mistress                        |                 | 30 ottobre 2002   |                 |
| 14 | Upgrade                               |                 | 30 ottobre 2002   |                 |
| 15 | To Protect and Serve                  |                 | 6 novembre 2002   |                 |
| 16 | Chosen                                |                 | 6 novembre 2002   |                 |
| 17 | Sensuous Cindy                        |                 | 13 novembre 2002  |                 |
| 18 | Hunted                                |                 | 13 novembre 2002  |                 |
| 19 | Mr. Motivation                        |                 | 20 novembre 2002  |                 |
| 20 | Sanctuary                             |                 | 20 novembre 2002  |                 |
| 21 | Future Trade                          |                 | 27 novembre 2002  |                 |
| 22 | Found and Lost                        |                 | 27 novembre 2002  |                 |
| 23 | Gabe's Story                          |                 | 11 dicembre 2002  |                 |
| 24 | Last Lap                              |                 | 11 dicembre 2002  |                 |
| 25 | The Path                              |                 | 8 gennaio 2003    |                 |
| 26 | Fair Warning                          |                 | 8 gennaio 2003    |                 |
| 27 | Another Life                          |                 | 5 febbraio 2003   |                 |
| 28 | Rewind                                |                 | 5 febbraio 2003   |                 |
| 29 | Tagged                                |                 | 12 febbraio 2003  |                 |
| 30 | Into the Light                        |                 | 12 febbraio 2003  |                 |
| 31 | It's Still a Good Life                |                 | 19 febbraio 2003  |                 |
| 32 | The Monsters Are on Maple Street      |                 | 19 febbraio 2003  |                 |
| 33 | Memphis                               |                 | 26 febbraio 2003  |                 |
| 34 | How Much Do You Love Your Kid?        |                 | 26 febbraio 2003  |                 |
| 35 | The Placebo Effect                    |                 | 2 aprile 2003     |                 |
| 36 | Cold Fusion                           |                 | 2 aprile 2003     |                 |
| 37 | The Pharaoh's Curse                   |                 | 23 aprile 2003    |                 |
| 38 | The Collection                        |                 | 23 aprile 2003    |                 |
| 39 | Eye of the Beholder                   |                 | 30 aprile 2003    |                 |
| 40 | Developing                            |                 | 30 aprile 2003    |                 |
| 41 | The Executions of Grady Finch         |                 | 7 maggio 2003     |                 |
| 42 | Homecoming                            |                 | 7 maggio 2003     |                 |
| 43 | Sunrise                               |                 | 21 maggio 2003    |                 |
| 44 | Burned                                |                 | 21 maggio 2003    |                 |

## Evergreen
- Titolo originale: Evergreen
- Diretto da: Allan Kroeker
- Scritto da: Rod Serling e Jill E. Blotevogel

### Trama
Una giovane adolescente problematica viene mandata in un campo correzionale dai metodi drastici e dalle punizioni severissime per chi non rispetta le regole.
- Interpreti: Amber Tamblyn

## One Night at Mercy
- Titolo originale: One Night at Mercy
- Diretto da: Peter O'Fallon
- Scritto da: Rod Serling e Christopher Mack

### Trama
Un medico che soffre di emicrania incontra un paziente molto speciale: si tratta infatti della Morte, che ha deciso di prendersi una pausa ed andare in pensione, stanca del suo lavoro.
- Interpreti: Tyler Christopher (medico); Jason Alexander (la Morte)

## Shades of Guilt
- Titolo originale: Shades of Guilt
- Diretto da: Perry Lang
- Scritto da: Rod Serling e Ira Steven Behr

### Trama
Un uomo caucasico si risveglia e si accorge di essere diventato afroamericano. La sera prima si era rifiutato di salvare uno stimato professore da un pestaggio di naziskin, e adesso si risveglia nel corpo dell'uomo pestato e in fin di vita.
- Interpreti: Vincent Ventresca (uomo omertoso); Hill Harper (professore pestato, uomo omertoso)

## Dream Lover
- Titolo originale: Dream Lover
- Diretto da: Peter O'Fallon
- Scritto da: Rod Serling e Frederick Rappaport

### Trama
Uno stimato fumettista che soffre di blocco dello scrittore non capisce più quale sia la realtà e quale l'illusione quando disegna la sua donna ideale, che dal foglio diventa di carne ed ossa.
- Interpreti: Adrian Pasdar (il fumettista); Shannon Elizabeth (la ragazza ideale)

## Cradle of Darkness
- Titolo originale: Cradle of Darkness
- Diretto da: Jean de Segonzac
- Scritto da: Rod Serling e Kamran Pasha

### Trama
In un prossimo futuro, una storica viaggia indietro nel tempo per uccidere un neonato ed evitare quindi che un nefasto evento che condannerà la Terra si compia. Il nome del neonato è Adolf Hitler.
Interpreti: Katherine Heigl (la storica del futuro)

## Night Route
- Titolo originale: Night Route
- Diretto da: Jean de Segonzac
- Scritto da: Rod Serling e Jill E. Blotevogel

### Trama
Un'insegnante di inglese si prepara per il suo matrimonio ma sostiene di essere inseguita da un misterioso autobus che ha cominciato a perseguitarla da quando ha evitato un incidente stradale mentre portava fuori il suo cane.
- Interpreti: Ione Skye (l'insegnante di inglese)

## Time Lapse
- Titolo originale: Time Lapse
- Diretto da: John T. Kretchmer
- Scritto da: Rod Serling e James Crocker

### Trama
Un uomo metodico ed abitudinario inizia ad avere dei vuoti di memoria. Successivamente scoprirà che la sua condizione è dovuta ad un agente di polizia che usa il suo corpo come scudo umano per salvare il Presidente degli Stati Uniti e sua figlia.
- Interpreti: Ethan Embry

## Dead Man's Eyes
- Titolo originale: Dead Man's Eyes
- Diretto da: Jerry Levine
- Scritto da: Rod Serling e Frederick Rappaport

### Trama
Una vedova ossessionata con l'avere giustizia per l'omicidio del marito scopre che tramite i suoi occhiali da sole può vedere i suoi ultimi attimi.
- Interpreti Portia de Rossi (la vedova)

## The Pool Guy
- Titolo originale: The Pool Guy
- Diretto da: Paul Shapiro e Brad Turner
- Scritto da: Rod Serling e Hans Beimler

### Trama
Un addetto alla manutenzione delle piscine che lavora per una coppia benestante inizia a soffrire dello stesso incubo ricorrente in cui uno strano uomo va da lui, gli dice di svegliarsi e lo uccide con un colpo di pistola.
- Interpreti: Lou Diamond Phillips (l'addetto alle piscine); Mackenzie Gray (l'assassino)

## Azoth the Avenger is a Friend of Mine
- Titolo originale: Azoth the Avenger is a Friend of Mine
- Diretto da: Brad Turner
- Scritto da: Rod Serling e Brent V. Friedman

### Trama
Un ragazzino vessato a scuola dai bulli ed oppresso da un padre dispotico ed alcolizzato troverà il coraggio e la fiducia in sé stesso quando la statuetta del suo eroe preferito, il barbaro Azoth Il Vendicatore (una sorta di parodia di Conan), prenderà vita.
- Interpreti: Rory Culkin (il ragazzino); Patrick Warburton (Azoth Il Vendicatore)

## The Lineman (Part 1)
- Titolo originale: The Lineman (Part 1)
- Diretto da: Jonathan Frakes
- Scritto da: Rod Serling e Pen Densham

### Trama
Dopo essere stato colpito da un fulmine, un guardalinee scopre di avere la telepatia, usando questo potere per scopi personali e finanziari
- Interpreti: Jeremy Piven (il guardalinee)

## The Lineman (Part 2)
- Titolo originale: The Lineman (Part 2)
- Diretto da: Jonathan Frakes
- Scritto da: Rod Serling e Pen Densham

## Harsh Mistress
- Titolo originale: Harsh Mistress
- Diretto da: Brad Turner
- Scritto da: Rod Serling, Bradley Thompson e David Weddle

### Trama
Un musicista rock privo di talento improvvisamente si vede ricevere fortuna, soldi e successo internazionale dopo l'acquisto di una chitarra classica dotata di poteri oscuri e di un altrettanto oscuro passato.
- Interpreti: Lukas Haas (il musicista)

## Upgrade
- Titolo originale: Upgrade
- Diretto da: Joe Chappelle
- Scritto da: Rod Serling e Robert Hewitt Wolfe

### Trama
Una madre di famiglia si è appena trasferita con la sua problematica famiglia in una nuova casa. Sconvolta dai suoi parenti, fantastica sulla sua famiglia ideale. Quello che non sa è che i suoi sogni stanno per diventare realtà.
- Interpreti: Susanna Thompson (la madre di famiglia)

## To Protect and Serve
- Titolo originale: To Protect and Serve
- Diretto da: Joe Chappelle
- Scritto da: Rod Serling e Kamran Pasha

### Trama
Un giovane agente di polizia alquanto idealista si dedica a fare il possibile per proteggere la sua amica di famiglia, che è anche una prostituta, dal fantasma del suo protettore, un uomo vendicativo morto durante uno scontro a fuoco con lo stesso poliziotto.
- Interpreti: Usher (il poliziotto); Samantha Becker (la prostituta); Dion Johnstone (il fantasma)

## Chosen
- Titolo originale: Chosen
- Diretto da: Winrich Kolbe
- Scritto da: Rod Serling e Ira Steven Behr

### Trama
Un uomo comincia a scoprire quella che, a suo dire, è una cospirazione quando scopre che l'arrivo di due predicatori coincide con alcune potenziali sparizioni di cittadini e l'arrivo di un Armageddon nucleare.
Cast: Jake Busey (uomo paranoico); Andrew Moxham, Kim Hawthorne (i predicatori)

## Sensuous Cindy
- Titolo originale: Sensuous Cindy
- Diretto da: John T. Kretchmer
- Scritto da: Rod Serling e James Crocker

### Trama
Uno scrittore viene scelto per testare una nuova compagna virtuale. Lo scrittore accetta, anche perché la sua fidanzata, cristiana praticante, gli ha detto che non si consumerà atto sessuale prima del matrimonio. Peccato però che l'intelligenza artificiale voglia l'uomo tutto per lei.
Cast: Greg Germann (lo scrittore); Jaime Pressly (la donna virtuale)

## Hunted
- Titolo originale: Hunted
- Diretto da: Patrick R. Norris
- Scritto da: Rod Serling e Christopher Mack

### Trama
In un futuro utopistico, crimine e violenza sono stati debellati, ma due agenti delle forze speciali devono far luce su una strana creatura che sembra responsabile della morte di diversi cittadini
Cast: Scott Bairstow e Marisol Nichols (gli agenti)

## Mr. Motivation
- Titolo originale: Mr. Motivation
- Diretto da: Deran Sarafian
- Scritto da: Rod Serling

### Trama
Nel giorno del suo compleanno, un timido impiegato riceve come regalo un pupazzo dalla testa mobile che gli inizia a dare consigli su come conquistare la collega che tanto ama ed affrontare ad armi pari il suo dispotico capufficio. 
Cast: Wallace Langham (l'impiegato; Christopher McDonald (il capufficio); Pat O'Brien (Mr. Motivation)

## Sanctuary
- Titolo originale: Sanctuary
- Diretto da: Patrick R. Norris
- Scritto da: Rod Serling e James Crocker

### Trama
Un agente sportivo ed una consulente immobiliare finiscono in una moderna versione del Giardino dell'Eden. I due lottano per tenere in piedi questo mondo idilliaco che inizia a collassare dopo che una motociclista arriva portando con sé un cellulare.
Cast: Rob Estes (l'agente sportivo); Elizabeth Berkley (l'agente immobiliare); Nicki Aycox (motociclista)

## Future Trade
- Titolo originale: Future Trade
- Diretto da: Bob Balaban
- Scritto da: Rod Serling e Clyde Hayes

### Trama
Un uomo con una vita noiosa e demotivata, un lavoro da magazziniere e una famiglia allo sbando scambia il suo futuro con quello di un uomo dalla prorompente moglie.
Cast: Frank Whaley, Sofia Milos

## Found and Lost
- Titolo originale: Found and Lost
- Diretto da: Vern Gillum
- Scritto da: Rod Serling

### Trama
Un uomo d'affari dalla vita grigia riceve un'opportunità per cambiare il proprio passato ed avere un'altra chance con un suo amore di gioventù.
Cast: Brian Austin Green (l'uomo d'affari); Moira Kelly (l'amore di gioventù)

## Gabe's Story
- Titolo originale: Gabe's Story
- Diretto da: Allan Kroeker
- Scritto da: Rod Serling e Dusty Kay

### Trama
Un fattorino perseguitato dalla sfortuna sfida il fato dopo che, uscendo incolume da un incidente dove ha battuto la testa, acquisisce l'incredibile abilità di vedere gli eventi che circondano la sua sfortuna. E con essi anche un uomo in tuta.
Cast: Christopher Titus (il fattorino); Kelly Perine (l'uomo in tuta)

## Last Lap
- Titolo originale: Last Lap
- Diretto da: Brad Turner
- Scritto da: Rod Serling e Rob Hedden

### Trama
Un giovane uomo porta il suo amico d'infanzia malato terminale in una pista da corsa per un giro finale. Alla fine del giro, le conseguenze per i due saranno sorprendenti.
Cast: Greg Serano (giovane uomo); Clifton Collins Jr. (l'amico d'infanzia)

## The Path
- Titolo originale: The Path
- Diretto da: Jerry Levine
- Scritto da: Rod Serling e James Crocker

### Trama
Una pubblicista diventa ossessionata dal suo futuro dopo essersi rivolta ad un indovino che le dà accurate predizioni sulla sua vita.
Cast: Linda Cardellini (la pubblicista); Method Man (l'indovino)

## Fair Warning
- Titolo originale: Fair Warning
- Diretto da: John T. Kretchmer
- Scritto da: Rod Serling, David Weddle e Bradley Thompson

### Trama
Una fioraia si ritrova a convincere i suoi clienti che un commesso problematico di un negozio di animali le stia facendo stalking.
Cast: Taryn Manning (la fioraia); Devon Gummersall (il commesso)

## Another Life
- Titolo originale: Another Life
- Diretto da: Risa Bramon Garcia
- Scritto da: Rod Serling, Amir Mann e Brent V. Friedman

### Trama
Un rinomato artista hip-hop con una vita privilegiata e una famiglia adorabile inizia ad avere delle strane allucinazioni che lo portano a non capire più qual è il confine tra fantasia e realtà.
Cast: Wood Harris (il rapper)

## Rewind
- Titolo originale: Rewind
- Diretto da: Kevin Bray
- Scritto da: Rod Serling e James Crocker

### Trama
Un giocatore compulsivo inizia a fare fortuna grazie ad un vecchio registratore che gli permette di andare indietro nel tempo di cinque minuti. Le sue eccessive vincite però non piacciono al proprietario del casinò locale.
Cast: Eddie Kaye Thomas (il giocatore); Ben Bass (il proprietario)

## Tagged
- Titolo originale: Tagged
- Diretto da: James Head
- Scritto da: Rod Serling e James Crocker

### Trama
Un membro di una gang che è anche artista di strada viene dilaniato dai sensi di colpa dopo aver ucciso un uomo colpevole di aver dipinto sopra le sue opere. Il giorno dopo si rende conto che il murale si è trasformato in una vera scena del crimine.
Cast: Todd Williams (l'artista di strada)

## Into the Light
- Titolo originale: Into the Light
- Diretto da: Lou Diamond Phillips
- Scritto da: Rod Serling e Moira Kirland

### Trama
Un'insegnante di inglese prossima a lasciare il posto dovuto allo scarso interesse che i suoi apatici studenti hanno per la sua materia un giorno acquisisce il potere di determinare il destino delle persone semplicemente guardandole in faccia.
Cast: Samantha Mathis (insegnante di inglese)

## It's Still a Good Life
- Titolo originale: It's Still a Good Life
- Diretto da: Allan Kroeker
- Scritto da: Rod Serling e Ira Steven Behr

### Trama
Gli anni passano nella piccola cittadina di Peaksville, in Ohio, ma una cosa è ancora lì: Anthony Fremont, adesso cresciuto e con una figlia, anch'essa con dei poteri. Le regole sono sempre le stesse: far sempre felici Anthony e sua figlia, fare tutto quello che dicono e soprattutto mai contraddirli o si finisce nel campo di grano. Gli abitanti di Peaksville però, questa volta stufi di sottostare a questo dittatore dai poteri magici, si ribellano facendo però la stessa fine di tutti quelli che ci hanno provato in passato. In una città deserta, Anthony un giorno sente un suono che non sentiva da tempo: un aeroplano sta sorvolando Peaksville. Sente anche il suono di un clacson e vede una macchina moderna, dalla quale escono due persone che si sono perse e chiedono informazioni. È stata la figlia di Anthony a riportare Peaksville nel mondo reale con i suoi poteri. La piccola propone al padre di andare a fare un viaggio per conoscere il mondo, e sa che si divertiranno perché tutti saranno sicuramente molto gentili con loro...
- Interpreti: Bill Mumy (Anthony Fremont); Liliana Mumy (la figlia di Anthony)
- Nota: l'episodio è il seguito dell'ottavo episodio della terza stagione della serie degli anni Sessanta.
- Nota: la giovane attrice che interpreta la figlia di Anthony Fremont è Liliana Mumy, vera figlia di Bill.

## The Monsters Are on Maple Street
- Titolo originale: The Monsters Are on Maple Street
- Diretto da: Debbie Allen
- Scritto da: Rod Serling

### Trama
I membri di un comitato di quartiere iniziano a nutrire dei forti dubbi sulla provenienza dei loro nuovi vicini, dopo che vengono causati inspiegabili guasti elettrici ed idraulici in tutto il quartiere, tranne che nella casa dei nuovi arrivati. La cordialità cede il posto alla rabbia, anche perché la gente crede che la coppia sia una coppia di mostri della peggior specie: terroristi islamici.
Cast: Andrew McCarthy, Titus Welliver, Kristi Angus, Peter Williams (membri del comitato di quartiere)
- Nota: L'episodio era già stato trasmesso sia negli anni Sessanta che negli anni Ottanta. Nei primi due però c'era la componente sovrannaturale, qui invece si lascia spazio alla psicosi collettiva.

## Memphis
- Titolo originale: Memphis
- Diretto da: Eriq La Salle
- Scritto da: Rod Serling e Eriq La Salle

### Trama
Un uomo a cui sono rimasti sei mesi di vita a causa di un inoperabile tumore al cervello succede un fatto insolito: si vede tornare indietro nel tempo, a Memphis, nel giorno dell'assassinio di Martin Luther King.

## How Much Do You Love Your Kid?
- Titolo originale: How Much Do You Love Your Kid?
- Diretto da: Allison Liddi-Brown
- Scritto da: Rod Serling e Michael Angeli

### Trama
Una donna in procinto di divorziare dal marito, dopo aver lasciato il figlio in macchina, scopre che è misteriosamente scomparso. A questo si aggiunge uno strano personaggio chiamato Nick Dark, che è il presentatore di un macabro gioco in cui il bambino è stato rapito e la donna deve fare di tutto per trovarlo prima del tempo.
Cast: Bonnie Somerville (la madre); Steve Bacic (il marito); Wayne Knight (Nick Dark).

## The Placebo Effect
- Titolo originale: The Placebo Effect
- Diretto da: Jerry Levine
- Scritto da: Rod Serling

### Trama
Una terapeuta prova a convincere il suo ipocondriaco paziente che l'ipotetica malattia mortale contratta nelle pagine di un libro di fantascienza sia solo frutto della sua immaginazione.
Cast: Sydney Tamila Poitier (la terapeuta); Jeffrey Combs (il paziente)

## Cold Fusion
- Titolo originale: Cold Fusion
- Diretto da: Eli Richbourg
- Scritto da: Rod Serling, Ashley Miller e Zack Stentz

### Trama
Un brillante fisico viene coinvolto in una lotta psicologica mortale con uno scienziato dopo che ai due è stato chiesto di preparare una fonte di energia infinita.
Cast: Sean Patrick Flanery (il fisico); Ian McShane (lo scienziato)

## The Pharaoh's Curse
- Titolo originale: The Pharaoh's Curse
- Diretto da: Bob Balaban
- Scritto da: Rod Serling e Stephen Beck

### Trama
Un mago da quattro soldi entra nelle vite di un vecchio mago in pensione e la sua giovane moglie, sperando di svelare i segreti che si celano dietro un trucco vecchio di secoli.
Cast: Shawn Hatosy (il sedicente mago); Xander Berkeley (il vecchio mago); Lindy Booth (la moglie del mago)

## The Collection
- Titolo originale: The Collection
- Diretto da: John T. Kretchmer
- Scritto da: Rod Serling, Erin Maher e Kay Reindl

### Trama
Una babysitter viene mandata da una bambina con una collezione di bambole con dettagli molto accurati, come se fossero persone vere in miniatura. Immediatamente pensa ci sia un collegamento tra queste bambole e la misteriosa sparizione delle babysitter precedenti, che lavoravano nella sua stessa agenzia.
Cast: Jessica Simpson (la babysitter); Ashley Edner (la bambina)

## Eye of the Beholder
- Titolo originale: Eye of the Beholder
- Diretto da: David Ellis
- Scritto da: Rod Serling

### Trama
In una società del futuro in cui tutti sono belli e prestanti, una giovane ragazza si trova nel reparto chirurgia estetica di un ospedale per sapere se l'undicesimo (e ultimo) tentativo di ricostruzione del suo volto è andato a buon fine.

## Developing
- Titolo originale: Developing
- Diretto da: Allison Liddi-Brown
- Scritto da: Rod Serling e Moira Kirland

## The Executions of Grady Finch
- Titolo originale: The Executions of Grady Finch
- Diretto da: John Peter Kousakis
- Scritto da: Rod Serling

## Homecoming
- Titolo originale: Homecoming
- Diretto da: Risa Bramon Garcia
- Scritto da: Rod Serling

## Sunrise
- Titolo originale: Sunrise
- Diretto da: Tim Matheson
- Scritto da: Rod Serling

## Burned
- Titolo originale: Burned
- Diretto da: John T. Kretchmer
- Scritto da: Rod Serling, Seth Weisburst e Daniel Wolowicz